# آندرس دریر
آندرس دریر (انگلیسی: Anders Dreyer؛ زادهٔ ۲ مهٔ ۱۹۹۸) بازیکن فوتبال اهل قلمروی دانمارک است.
از باشگاه‌هایی که در آن بازی کرده‌است می‌توان به باشگاه فوتبال برایتون اند هوو آلبیون اشاره کرد.
وی همچنین در تیم‌های ملی فوتبال زیر ۲۱ سال دانمارک و دانمارک بازی کرده‌است.